# August von Nordheim

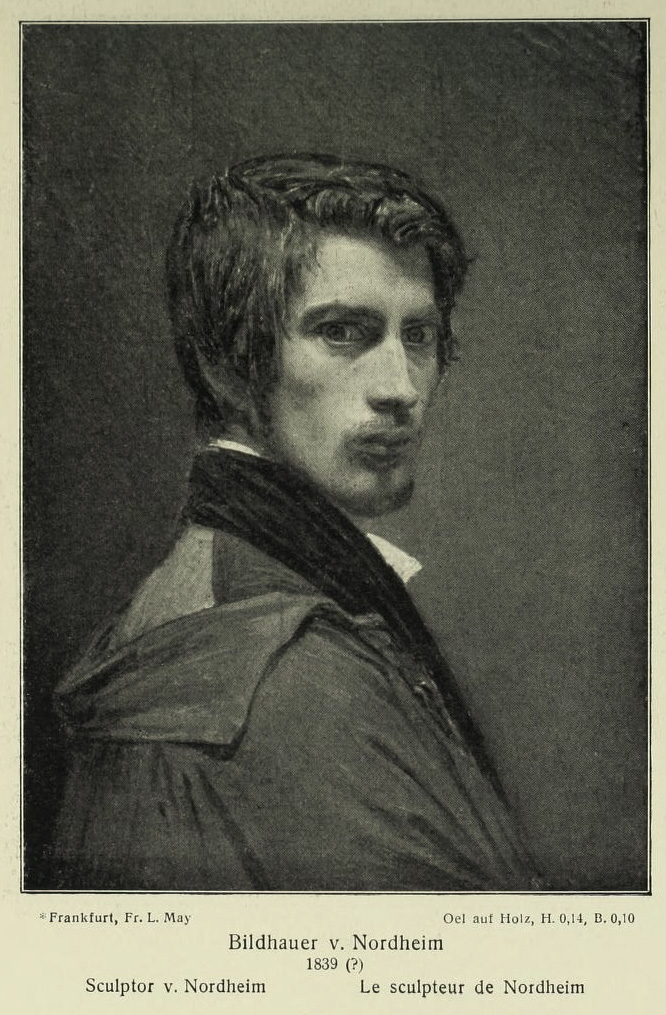
Bildnis des Bildhauers August von Nordheim, Schwarzweiß-Wiedergabe des Gemäldes von Alfred Rethel, um 1839

Friedrich August von Nordheim (* 22. April 1813 in Heinrichs, Königreich Sachsen; † 13. August 1884 in Frankfurt am Main) war ein deutscher Medailleur und Bildhauer.

## Leben

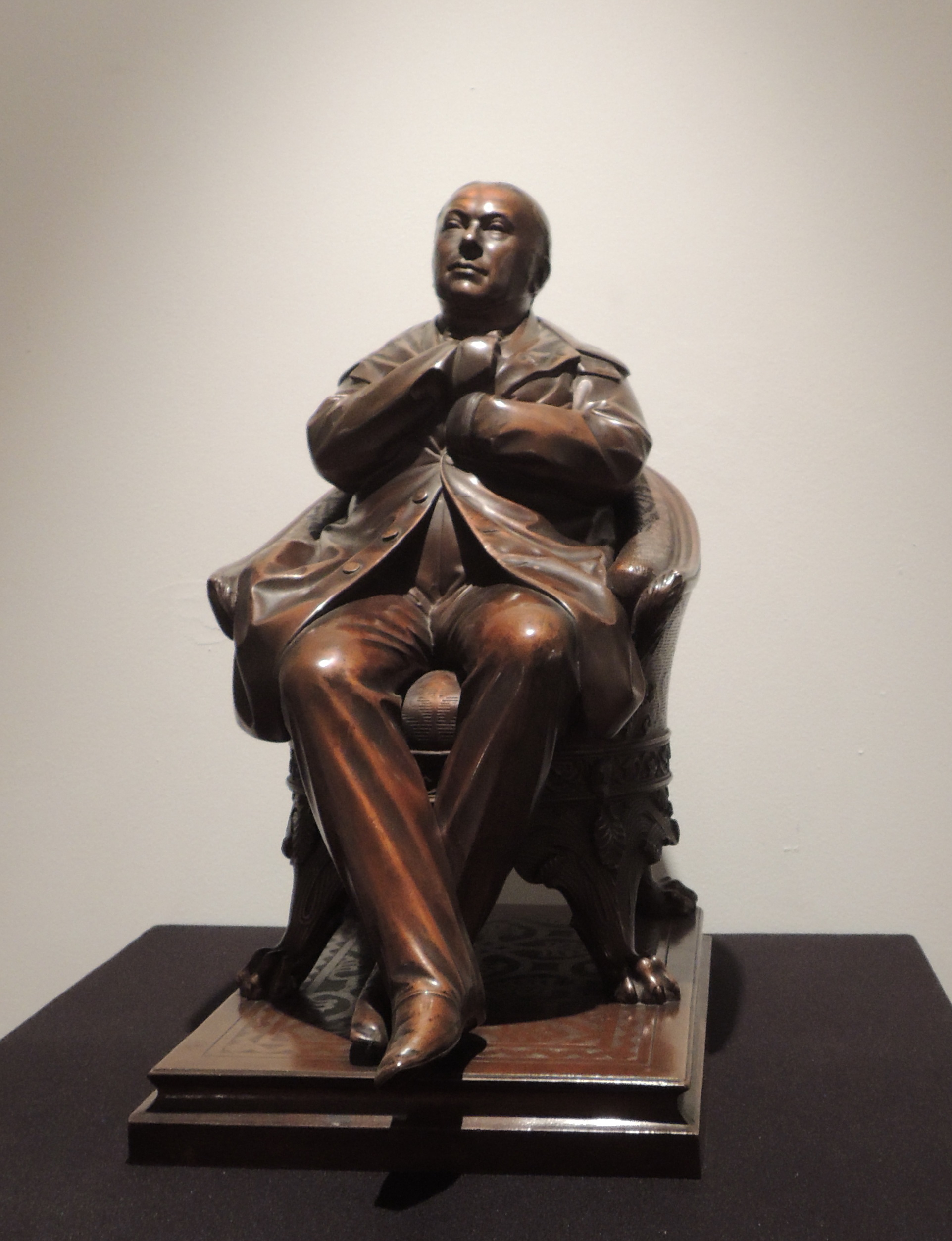
Sitzbild des Dichters Wassili Andrejewitsch Schukowski, 1844/1845

Nordheim stammte aus dem Flecken Heinrichs im Amt Suhl des sächsischen Anteils der Grafschaft Henneberg. Von 1827 bis 1831 absolvierte er eine Ausbildung als Graveur und Stempelschneider bei dem Medailleur Johann Veit Döll in Suhl. Döll verschaffte ihm anschließend eine Anstellung an der Königlichen Münze in Düsseldorf, welche zwischen 1817 und 1848 im Düsseldorfer Schloss untergebracht war. Seine erste Arbeit war dort eine Münze mit dem Bild des Kölner Erzbischofs Ferdinand August von Spiegel. Wegen gelungener Ausführung des großen preußischen Staatssiegels erhielt Nordheim auf Betreiben des Düsseldorfer Regierungspräsidenten Anton zu Stolberg-Wernigerode einen Platz in der Kunstakademie Düsseldorf und ein dreijähriges Stipendium. Für den Künstlerverein Malkasten schuf er Porträtbüsten der Maler Heinrich Mücke, Karl Ferdinand Sohn, Theodor Hildebrandt, Carl Clasen, Henry Ritter, Adolph Schroedter, Johann Wilhelm Schirmer, Christian Köhler, Caspar Scheuren, Carl Friedrich Lessing, Ernst Deger und Wilhelm von Schadow. Den Winter 1840/41 verbrachte er im Atelier des Bildhauers Eduard Schmidt von der Launitz in Frankfurt am Main, welcher 1837 Vorlesungen an der Düsseldorfer Akademie über Anatomie gehalten hatte. 1844 übersiedelte Nordheim nach Frankfurt, nachdem er noch in Düsseldorf die Gedenkmünze zur Feier der Grundsteinlegung für den Weiterbau des Kölner Doms geschnitten und eine Büste des Prinzen Friedrich von Preußen angefertigt hatte. Durch seine meist kleinformatigen Büsten und Statuetten sowie durch die fein gearbeiteten Medaillonporträts zeitgenössischer Persönlichkeiten erwarb er sich auch in Frankfurt bald einen guten Ruf.

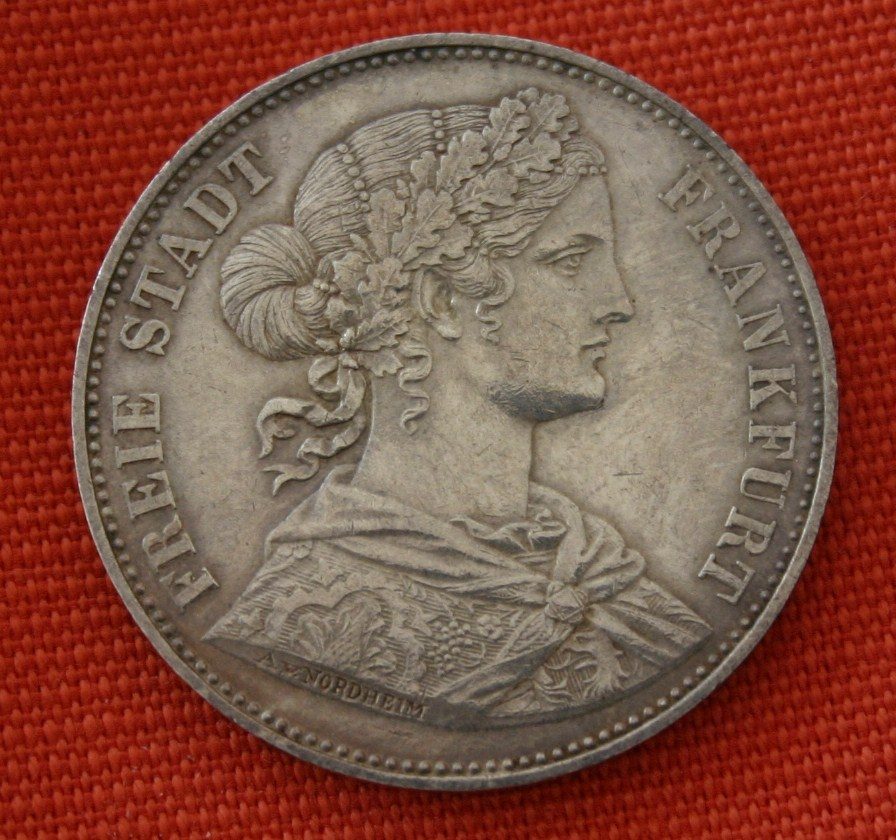
Francofurtia auf dem Frankfurter Doppeltaler, 1857/1865

Von 1857 bis zur preußischen Annexion der Freien Stadt Frankfurt im Gefolge des Deutschen Kriegs von 1866 oblag ihm die Anfertigung der Entwürfe aller in Frankfurt geprägten Münzen. So schuf er u. a. die Medaille zur Frankfurter  Schillerfeier (1859), die Frankfurter Dombaumedaille und das Siegel des Frankfurter Kunstvereins. Zu seinen besonderen Leistungen zählt auch der Frankfurter Doppeltaler (1857) mit dem Relief-Brustbild der Germania als Francofurtia, der als sogenannter „Janauschek-Taler“ Berühmtheit erlangte. Angeblich soll die seinerzeit in Frankfurt gefeierte Schauspielerin Fanny Janauschek als Vorbild für die Darstellung der Francofurtia gedient haben, ein Gerücht, dem Nordheim selbst widersprach.
Für den Gabentempel des 1. Deutschen Schützenfestes in Frankfurt am Main von 1862 schuf er die etwa 3 Meter hohe Skulptur der Germania. Als bildhauerische Arbeiten sind unter anderem die Büste von Johann Christian Senckenberg (1863) für das Senckenbergdenkmal, heute im Foyer des Senckenbergmuseums, die Statuen Holbeins und Dürers (1879) an der Hauptfassade des Städelschen Kunstinstituts sowie eine Reihe von Grabdenkmälern auf dem Frankfurter Hauptfriedhof erhalten. Sein wohl bedeutendstes plastisches Werk, die Figurengruppe von Christus mit den zwölf Aposteln sowie Salomon, Saba, Elias, Joseph und Jakob am Nordportal des Frankfurter Doms, konnte Nordheim aus Gesundheitsgründen nur noch zum Teil selbst ausführen.

Nordheim war Mitbegründer und zwischen 1868 und 1881 mehrmals Vorsitzender der Frankfurter Künstlergesellschaft. Er starb nach längerem Leiden im Alter von 71 Jahren in Frankfurt am Main. Die Stadt ehrte ihn durch Benennung der Nordheimstraße in Sachsenhausen. Sein Grab befindet sich auf dem Frankfurter Hauptfriedhof, Gewann J 699b. 

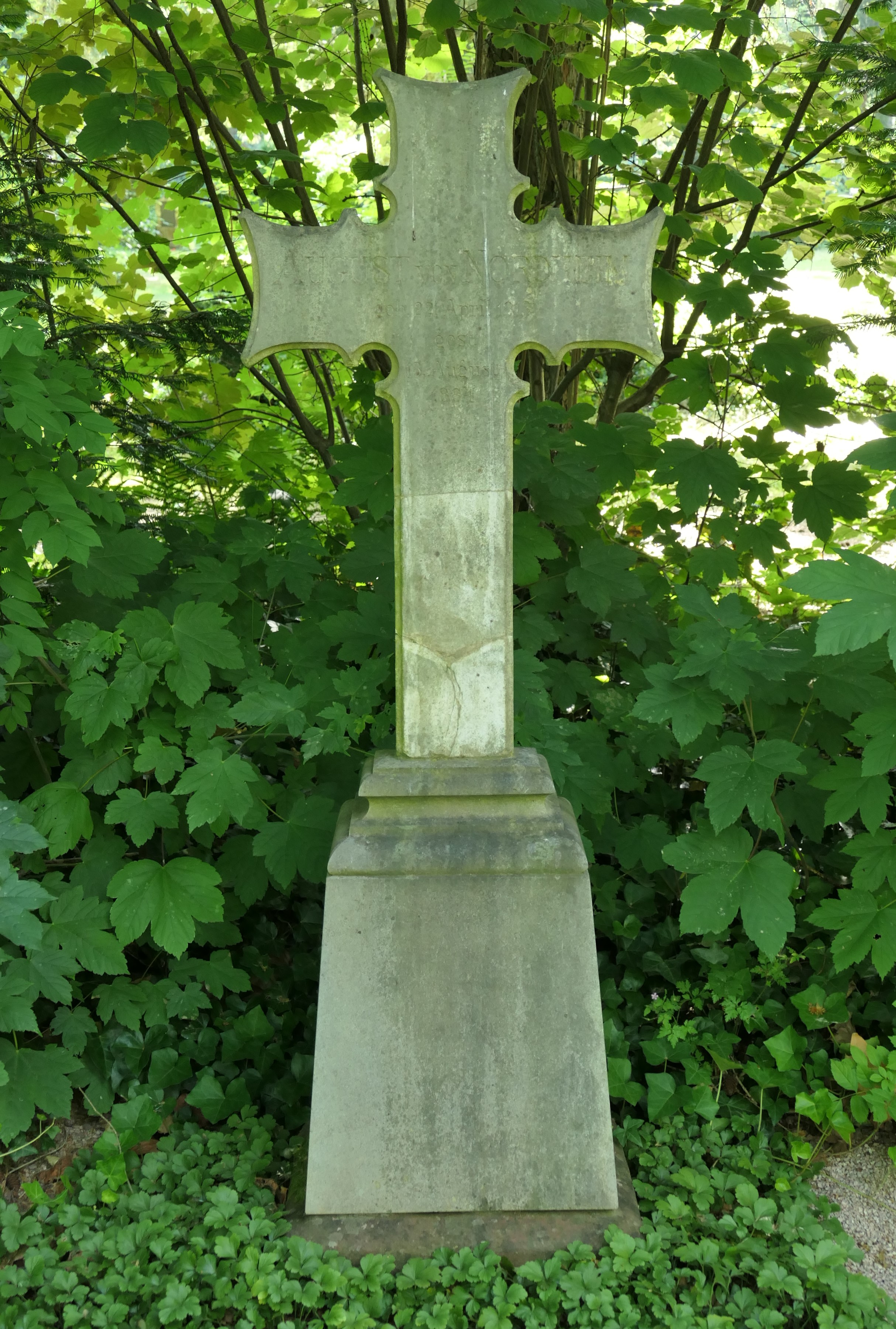
Grab des deutschen Bildhauers August von Nordheim